# 피아노, 솔로
《피아노, 솔로》(Piano, Solo)는 이탈리아에서 제작된 리카르도 밀라니 감독의 2007년 드라마 영화이다. 킴 로지 스튜어트 등이 주연으로 출연하였고 지오지오 마글리울로 등이 제작에 참여하였다. 발테르 벨트로니의 책 Il disco del mondo - Vita breve di Luca Flores, musicista에 기반을 두며 재즈 피아니스트이자 작곡가 루카 플로레스(Luca Flores)의 실화를 기술하고 있다.

## 출연

### 주연
- 킴 로지 스튜어트

### 조연
- 산드라 체카렐리
- 하와 에수만
- 알랜 킹
- 콩가 므반두
- 미켈레 플라치도
- 알바 로르와처
- 자스민 트린카
- 클라우디오 자이어
- 코소 살라니
- 로베르토 데 프란체스코

## 기타
- 미술: 파올라 코멘치니
- 의상: 소누 미쉬라